# Renata Šindelářová
Renata Šindelářová (* 6. března 1973, Ostrov) je česká redaktorka, spisovatelka a blogerka. Převážně se věnuje beletrii.

## Životopis
Narodila se v roce 1973 v Ostrově u Karlových Varů, celý život ovšem žije v okrese Chomutov. Vystudovala střední ekonomickou školu a vysokou pedagogickou školu. Původně pracovala v ekonomickém směru, postupně se čím dál více věnovala literatuře a pedagogice. Nyní[kdy?] působí především jako spisovatelka, nakladatelka a lektorka tvůrčího psaní, přičemž vede i online kurzy. První kniha jí vyšla v roce 1999, v roce 2017 si založila nakladatelství Literární strom. Věnuje se převážně krásné literatuře. Kromě ní píše publicistické články a několika básněmi přispěla do poetických sbírek.

## Knihy
- Vůně květů lásky – román. Jedna rodina, jeden rok, různé podoby lásky. Praha: Petra,1999.
- Pod starými duby – román pro mládež o napravení jednoho hříšníka. Praha: Petra,1999.
- Mateřský jed – román o mateřská láska ještě horší než ta opičí. Praha: Petra, 2000.
- Tajemství v trezorech duší – série ormantických a milostných povídek. Praha: Petra, 2000.
- Milující tyran – když se z milovnaého muže stane tyran. Praha: Petra, 2001.
- Hříšná touha – milostný příběh o manželské nevěře. Praha: Petra, 2003.
- Rozcestí ve tmě – série magických a milostných povídek. Praha: Petra, 2005.
- Vzájemné prolínání – o poznání na nemocničním lůžku. Praha: Petra, 2006.
- Protiklady – nejen manželská sága z pohledu muže a ženy, spoluautor Milan Prokš. Třebíč: Akcent, 2009.
- Ztraceni v rudolfinské Praze – gamebook pro děti 9-13 let o výletu do doby císaře Rudolfa II. Praha: Portál, 2017.
- Dnes je i zítra – příběh složený z povídek, celý děj se odehrává v Klášterci nad Ohří. Vydalo město Klášterec nad Ohří. 2018.
- Jen jeden svět – psychologicko-esoterický příběh s kriminální zápletkou o tom, že každý si nosíme ve své mysli jeden svět. Klášterec nad Ohří: Literární strom, 2018.
- Můj svět v tobě – volné pokračování románu Jen jeden svět o velké naději při hledání ztracené holčičky, již hledají vlastní rodiče a upínají se i k pomoci andělské. Klášterec nad Ohří: Literární strom, 2019.
- Tajemství pokladu svatého Václava – gamebook pro děti 9–13 let zaměřený na hledání pokladů v české historii. Praha: Portál, 2019.
- Kdo zachrání planetu? – gamebook pro děti 9–13 let směřovaný k lásce a ochraně přírody. Klášterec nad Ohří: Literární strom, 2020.
- Zpět o sto let na výlet – gamebook pro děti 9–13 let o hledání babiččině ztracené paměti. Děti putují do 20. století, aby s babičkou prošly celý její život. Praha: Portál, 2021.
- Bolest neutopíš – dramatický příběh muže, který prožil minimálně dva životy. Inspirováno skutečnými životními událostmi. Klášterec nad Ohří: Literární strom, 2022.
- Včera bylo brzy – příběh složený z povídek, celý děj se odehrává v Klášterci nad Ohří. Vydalo město Klášterec nad Ohří 2022.
- Vlků se nebojím – přírodně a ekologicky laděný příběh z Krušných hor o veterinární asistence, která se bojí více vztahů než vlků. Klášterec nad Ohří: Literární strom, 2023.